# Incidente dell'Università di El Alto
Il 2 marzo 2021 si è verificato un incidente presso l'Università Pubblica della città boliviana di El Alto, nel quale hanno perso la vita 8 persone. 

## Contesto
Gli studenti universitari erano all'UPEA per partecipare a un'assemblea straordinaria nell'ambito di una protesta indetta dall'Area di scienze economiche, finanziarie e amministrative dell'Università pubblica alle 8:00.
Prima della tragedia, è stato registrato che 40 persone si erano ammassate nel luogo. La manifestazione si è svolta al quarto piano dell'edificio della sede dell'Università. Di fronte all'abbondante presenza di studenti in uno stretto passaggio, le ringhiere sono crollate e dieci studenti sono caduti al piano terra e due sono caduti al terzo piano.

## Vittime
Il ministro del governo boliviano, Carlos Eduardo del Castillo, ha detto che fino a quel momento sono stati registrati cinque morti e altri tre feriti gravi che erano in terapia intensiva.
In serata, il governo ha riferito che il numero di morti era salito a sette.
Intorno alle 12:00 del giorno successivo è stata confermata la morte di un altro studente, totalizzando quindi il bilancio a 8 morti e 4 feriti.

## Indagini
Dallo stesso giorno, le autorità hanno aperto un'indagine per chiarire i fatti. Il comandante della polizia boliviana, Jhonny Aguilera, ha spiegato in un comunicato che le prime revisioni tecniche indicano una cattiva saldatura della ringhiera, riducendo così la sua capacità di resistenza. Le autorità stanno lavorando su quattro linee di indagine: primo, la motivazione della chiamata studentesca nel contesto della pandemia di COVID-19 e perché si è deciso di tenere l'assemblea in una stanza al quarto piano; il motivo del brusco scioglimento dell'evento; e, infine, il motivo degli spintoni tra la folla che ha portato al crollo della barriera.
Il Pubblico Ministero ha ordinato l'arresto di sette persone coinvolte nella convocazioni delle proteste; erano sette degli otto leader studenteschi. L'accusa ha anche comunicato che il rettore della camera alta dovrà rendere le sue dichiarazioni.
Nel caso dell'indagine sui leader, gli studenti hanno affermato che quattro uomini incappucciati guidati da W. Quispe è uno dei leader identificati, li hanno esortati a salire al quarto piano dell'UPEA, dove hanno nuovamente incoraggiato gli studenti provocare una lotta con la spinta e il combattimento.
Il Pubblico Ministero ha inoltre rilevato che le ringhiere erano mal saldate e che erano riempite di mastice, il che le rendeva molto deboli.